# Båstad Marathon
Båstad Marathon är ett årligt marathonlopp  på Bjärehalvön med start och mål i Båstad. Loppet arrangeras lördagen efter midsommar, och har funnits sedan 2010. Tävlingen arrangeras av Joy Runners Löparklubb. 
Banan går runt hela Bjärehalvön. Starten går från Båstads Hamn mot Företagsbyn och vidare mot Sinarp, Bjäre Golfklubb, Grevie, Killebäckstorp, Rammsjö och Torekov. Från Torekov vidare via Torekovs Golfbana mot Hallavara, Kattvik, Norrvikens trädgårdar och strandpromenaden tillbaka till Båstad.
Förutom den traditionella maratondistansen hålls det inom ramen för arrangemanget även ett halvmaratonlopp, en stafettävling och en barntävling. Halvmarathon startar i Torekov, stafetten är uppdelad till 2-14 där byten sker vid en valfri vattenstation.  
2020 anordnas för första gången ett virtuellt Marathon på grund av risk för spridning av Covid-19. 

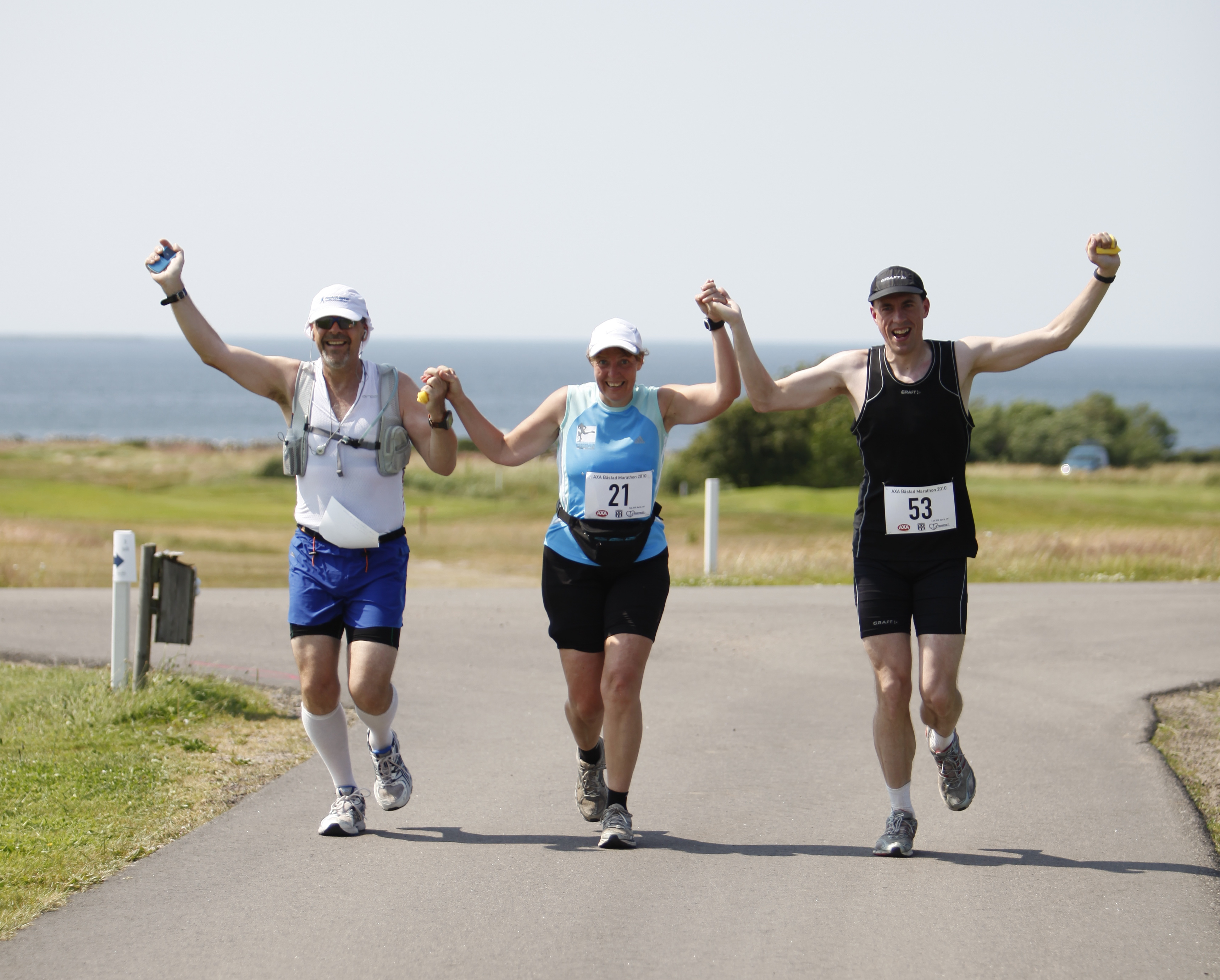
Löpare i Torekov

## Vinnare genom tiderna
Individuell marathon, Herrar:
- 2020 Jimmi Andersson, AXA Sports Club, 2:54:22 (Virtual run)
- 2013 Marcus Petersson, IK Jogg, 2:43:33
- 2012 Marcus Petersson, IK Jogg, 2:45:58
- 2011 David Nilsson, AXA Sports Club, 2:33:30
- 2010 Tomas Persson, Björnstorps IF, 3:05:31

Individuell marathon, Damer:
- 2020 Matilda Allroth, 3:39:37 (Virtual run)
- 2013 Anna Eriksmo, Heleneholms IF, 3:14:13
- 2012 Dorte Dahl, Blovstrød Løverne, 3:13:44
- 2011 Dorte Dahl, Blovstrød Løverne, 3:13:39
- 2010 Katarina Lilja, IF Linéa, 3:57:37

Stafett:
- 2013 Falkenberg Allstars, 2:27:53
- 2012 IS Göta, IS Göta, 2:36:41
- 2011 Snapphanarna -Lergöksloppet, FK Snapphanarna, 3:14:12